# Joseph Kasongo
Joseph Georges Kasongo foi um político quinxassa-congolês e o primeiro presidente da Assembléia Nacional da República do Congo. Mais tarde, serviu como vice-primeiro-ministro.

## Biografia

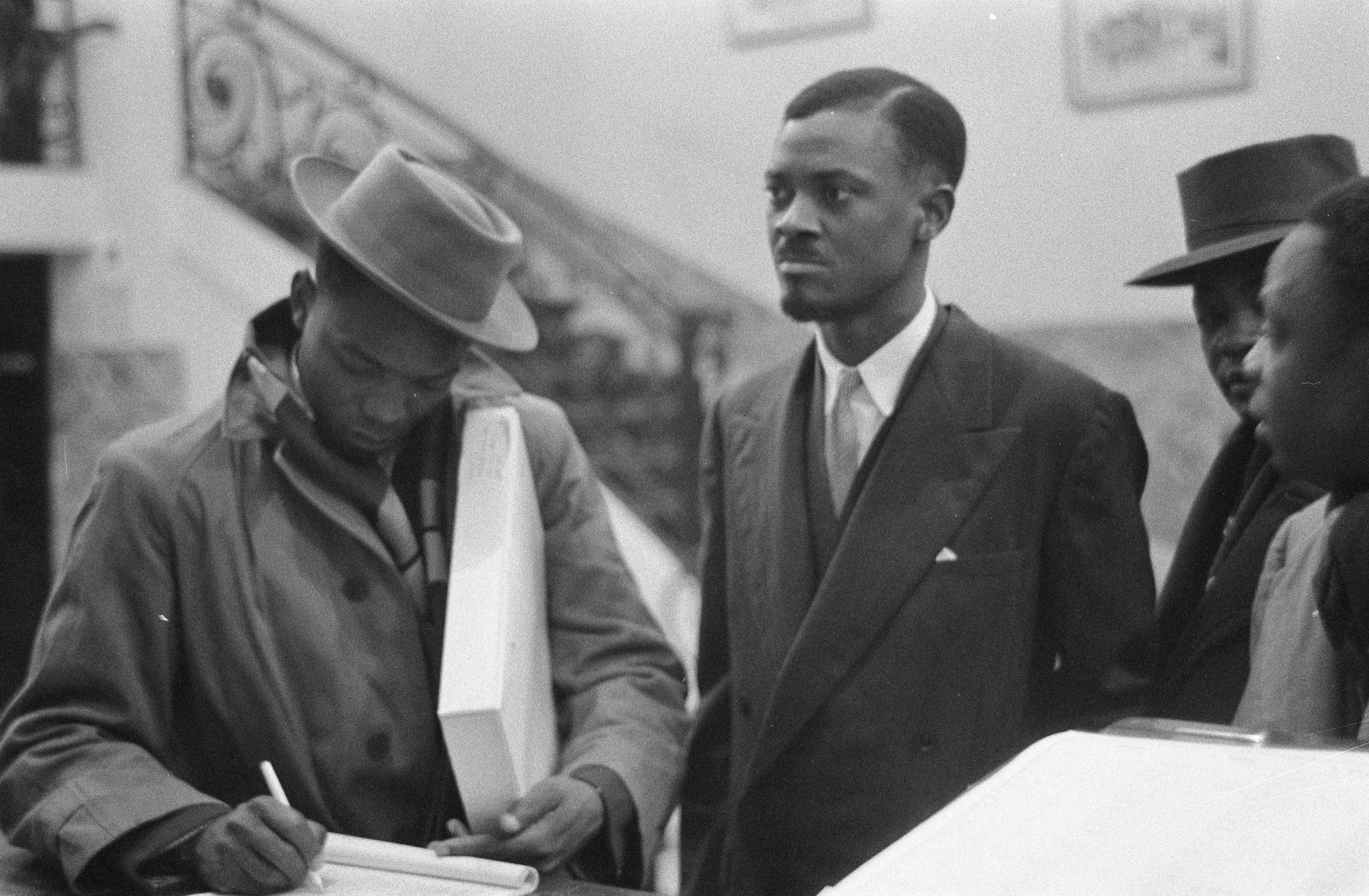
Patrice Lumumba (centro) e Kasongo (direita, com chapéu) na Mesa Redonda

Josph Kasongo nasceu na tribo cusu (ou kusu) em Kibombo, no Congo Belga.
Uma onda de agitação política em 1959 obrigou o governo Belga para organizar uma Mesa Redonda em
Bruxelas, para discutir a independência. Kasongo foi convidado para participar, como representante do Movimento Nacional Congolês (MNC), mas ameaçou boicotar a conferência, a menos que, o líder Patrice Lumumba foi libertado da prisão e permitido para. O governo Belga, eventualmente, participaram da conferência.

### Carreira
Joseph Kasongo ganhou as eleições nacionais do país em Maio de 1960 como um membro do MNC e ganhou um assento na Assembleia Nacional , como representante da Província de Oriental. Em 21 de junho, a Assembleia escolheu para ser o seu primeiro presidente, derrotando Jean Bolikango em uma votação 74 e 58. Ele presidiu a cerimônia de independência que teve lugar a 30 de junho de 1960, no Palais de la Nation. Em julho, ele viajou com Lumumba para a Sede das Nações Unidas, nos Estados Unidos.
A seguir Lumumba renunciou ao poder, em setembro, Kasongo chegou a um acordo em meados de dezembro para trabalhar sob a nova liderança de Joseph Iléo. No entanto, em janeiro, os comissários do governo de Coronel Joseph Mobutu foram-se se demitindo devido a problemas financeiros. Kasongo exigiu que Lumumba fosse restaurado para a segundona. As propostas que foram feitas para ter a disputa sobre a governança instalaram-se em uma mesa redonda, e Kasongo rejeitou a ideia de uma carta das Nações Unidas, o Secretário-Geral Dag Hammarskjöld, escrevendo: "Como se o povo Congolês, por eleger livremente o seu parlamento, não tinha o mesmo símbolo escolhido seus líderes [...] A crise do congo é basicamente uma crise de legalidade [...] A solução é restaurar os poderes constitucionais do parlamento." Em meados de fevereiro, as Nações Unidas estabeleceram um programa pelo qual os potenciais alvos políticos poderia buscar a proteção militar em instalações designadas. Kasongo foi a primeira pessoa a acomodar-se no serviço. o Vice-Primeiro-Ministro Jean Bolikango pessoalmente pediu-lhe para voltar para sua residência sob a proteção do governo, mas Kasongo, optou por permanecer com sua família em um estacionamento com guarda de instalações. Em agosto de 1961, Kasongo, foi reeleito presidente da Assembleia Nacional.
Em 10 de outubro de 1962, Kasongo apresentou um projeto de lei na Assembléia Nacional para alterar o processo constitucional para a criação de províncias. Diferindo significativamente a proposta do governo do Primeiro-Ministro Cyrille Adoula em que os executivos iria manter a maioria da iniciativa, o projeto de lei de Kasongo atribuiu ao Parlamento a tarefa de determinar o número e os limites das novas províncias, bem como os critérios para sua criação. Apesar de amplamente desconfiaram pela Assembléia, uma vez que, como o presidente, Kasongo não representou ativamente toda a província, seu projeto de lei foi aprovado por eles, por unanimidade. O Senado achou que seu plano era muito demorado e a rejeitou.
Em abril de 1963, Kasongo foi feito vice-primeiro-ministro sob o novo governo de Adoula.

## Citações
1. ↑  Turner 1973, p. 190
2. ↑  Kanza 1978, p. 86
3. ↑  Hoskyns 1965, p. 73
4. ↑  Foreign Broadcast Information Service 1960, p. 35
5. ↑  «Premier of the Republic of the Congo Arrives in New York». United Nations News & Media
6. ↑  de Witte 2002, p. 76
7. ↑  United Nations Security Council 1961, p. 2
8. ↑  United Nations Security Council 1961, p. 3
9. ↑  «Congo-Zaïre: l'empire du crime permanent, Adoula, l'homme du Conclave de Lovanium» (em francês)
10. ↑  Willame 1972, p. 41
11. ↑  O'Ballance 1999, p. 65